# 下角垄遗址
下角垄遗址，位于中国广东省韶关市翁源县坝仔镇，为翁源县的一个县级文物保护单位，类型为古遗址，公布时间为1985年1月15日。
下角垄遗址的历史年代为新石器时代。